# Get Outta My Way
A Get Outta My Way című dal az ausztrál énekesnő Kylie Minogue 2010. szeptember 27-én megjelent második kimásolt kislemeze 11. Aphrodite című stúdióalbumáról. A dalt írta és a producerei Mich Hansen, Lucas Secon, Damon Sharpe, Peter Wallevik és Daniel Davidsen volt, valamint Stuart Price, aki további producerként működött közre. A dalt a Parlophone kiadó jelentette meg világszerte. A Get Outta My Way című dal egy dance-pop, és elektropop dal diszkó hatásokkal. A dal szövegében Minogue azt tárgyalja, hogy továbblép egy korábbi kapcsolatából, és újat kezd.
A "Get Outta My Way" pozitív kritikákat kapott a zenekritikusoktól, akik dicsérték a produkciót, és a dalszöveget. A dal a 12. helyig jutott az Egyesült Királyságban, így ez volt az első fizikai kislemeze, amely lemaradt az első tíz helyezett közül a Breathe óta. Ausztráliában a dal a 69. helyig jutott, így akkoriban ez volt a legkevésbé sikeres kislemeze. Átlagosan teljesített Európában, beleértve Spanyolországot, Dániát, Franciaországot, és Németországot. Azonban a dal Észak-Amerikában első számú sláger volt a Hot Dance Club Songs listán, és 1. helyezett lett Brazíliában.
A dalhoz tartozó klipet Londonban forgatták, és 2010. szeptemberében jelent meg. A videóban Minogue egy szobában táncosokkal játszik,, és táncol a dalra, miközben kiterjedt vizuális és digitális kép tárul elő. A kritikai fogadtatás kedvező volt, sok kritikus élvezte a vizuális effekteket, a divatot és a táncot. Minogue előadta a dalt az America’s Got Talent című műsorban, mely két év után az első televíziós fellépése volt az Egyesült Államokban, valamint a dal elhangzott a Dancing with the Stars és Jay Leno éjszakai műsorában is. Ezenkívül a dal elhangzott az Aphrodite: Les Folies Tour, Kiss Me Once Tour, a Kylie Summer 2015 és Golden Tour turnékon. A dalt Alesso EDM producer is feldolgozta a 2015-ös "Cool" című kislemezére.

## Előzmények
2010 júliusában Minogue kiadta a várva várt Aphrodite című stúdióalbumot. Számos kritikus pozitívan értékelte az albumot, amely kereskedelmileg sikeres volt Skóciában, az Egyesült Királyságban, Ausztráliában, és számos Európai országban is az első tíz helyezett között volt. Az album vezető kislemeze az All the Lovers két hónappal korábban jelent meg.
Minogue megerősítette, hogy a "Get Outta My Way" az album második kislemezeként fog megjelenni a 2010. július 5-i ibizai lemezbemutató bulin. A dalt először az album promóciós megamixében tették elérhetővé a nyilvánosság számára a megjelenés előtt. A dal írója és producere Lucas Secon, Damon Sharpe, Peter Wallevik, Daniel Davidsen és a Cutfather voltak, valamint társproducerként Stuart Price közreműködött.

## Összetétel
A "Get Outta My Way" egy dance-pop és elektropop orientált dal, amely diszkó orientált ütemben játszódik. Az EMI Music Publishing szerint a dal A-dúr hangnemben íródott.  Minogue énekhangja F#3 és az E5 között mozog. 2010 szeptemberében Minogue nyilatkozott a dalról, és azt mondta: "A dal egy tiszta poptánc dal, amely erről szól [...] Az energia valóban fertőző. Szerintem egy nagyszerű dal lett, és izgatott vagyok hogy előadhatom". Később így folytatta nyilatkozatát: "Tegszik a dac a dalban [...] melyben van egy kis szempillantás is". A HitQuarters-nek adott interjúban Secon úgy jellemezte a dalt, mint egy "szexi elektro diszkó dal" néhány okos szöveggel és fülbemászó dallammal". Azt mondta, hogy a dalt nem egy adott előadónak írták, és egy ponton négy különböző előadó akarta magának, mielőtt Minogue igényt tartott volna a dalra.
A dal középpontjában egy "frusztrált és dühös" Minogue áll, aki "szellemes" éneket ad elő figyelmeztetés formájában nemtörődöm partnerének, jelezve, hogy elhagyhatja őt, és elkezdhet flörtölni egy másik fickóval. A dal lírai tartalma szuggesztív jellegű. Mayer Nissim a Digital Spy munkatársa szerint a dal arról szól, hogy egy kielégítetlen szerető leülteti a partnerét, és figyelmezteti, hogy flörtölni fog egy másik fickóval, melyre lehet a legtöbb házassági tanácsadó rábólint [...] Ezután a dallam kompozícióját kommentálta: "Tökéletes téma egy pattogós és szerény instant diszkó-pop klasszikushoz. Alapvető szívverés ritmussal, és egyszerűen rétegzett hangjával, klasszikus elrendezésével". Nima Baniamer a Contactmusic-tól azt mondta: "A Get Outta My Way" című dal a pop, a szintetizátor és a tánc ragyogó robbanása". majd megjegyezte a hasonlóságokat a 80-as évekbeli dalaival. "Dübörgő ütemével, és fülbemászó refrénjével olyan mint a pokol. És ez a kislemez biztosan folytatja Minogue diadalsorozatát".

## Kritikák
.

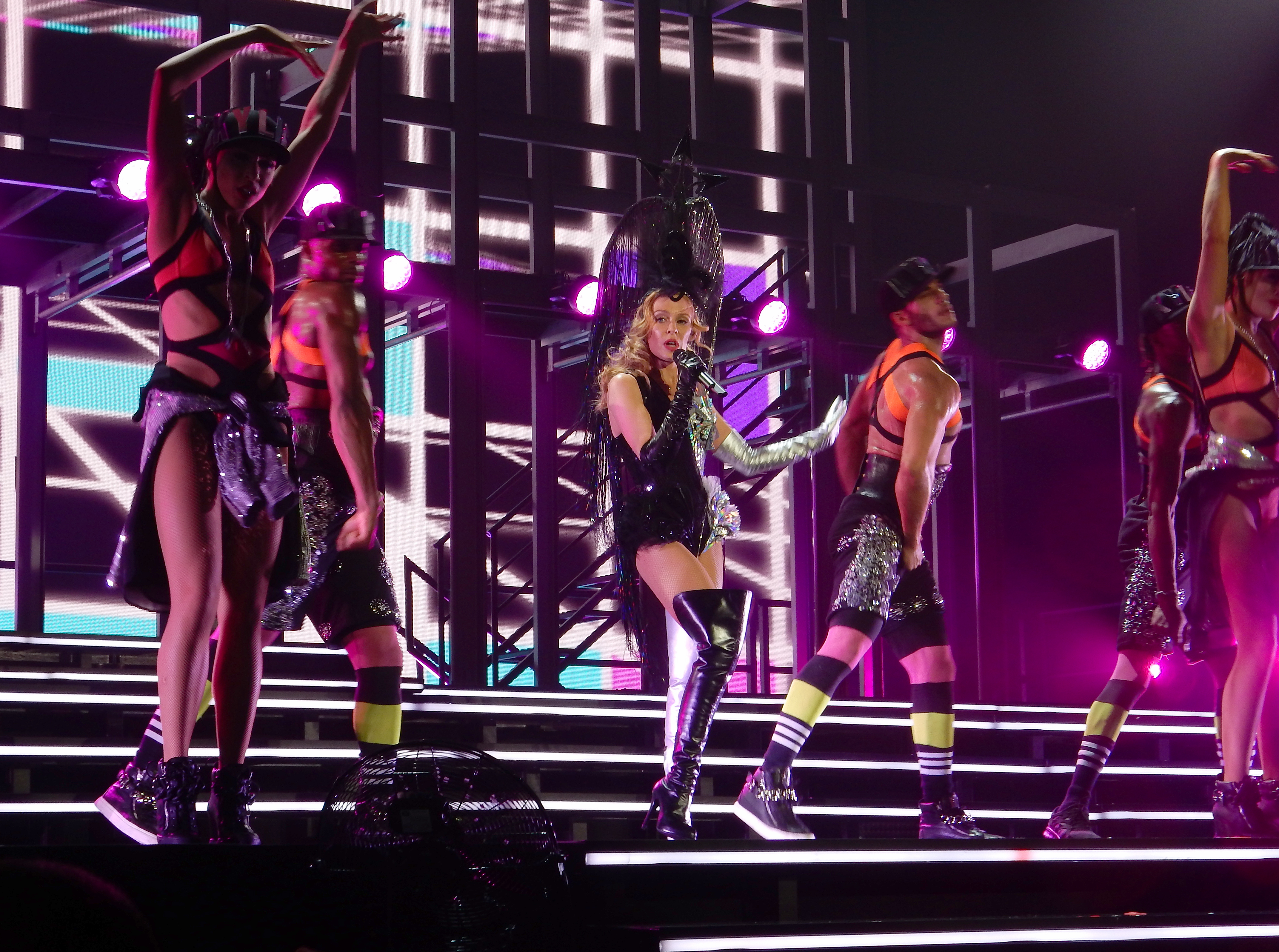
Minogue előadja a "Get Outta My Way" című dal táncosaival a Kiss Me Once Tour turnén 2014-ben

A "Get Outta My Way" című dal pozitív kritikákat kapott a legtöbb kortárs zenekritikustól. Tim Sendra az AllMusic-tól azt mondta, hogy a dalban van némi "sass", amire szükség volt az albumon. Mayer Nissim a Digital Spy munkatársa ötből négy csillagot adott a dalra, és ezt írta: "A dal alapvető ritmusával, egyszerűen rétegezett hangjaival, és klasszikus hangszerelésével valószínűleg a legjobb dolog, amit Kylie egy évtizede a dalaiban használ, bár attól valójában jobb". Christen Loar a PopMatters-től pozitívan értékelte a dalt, kijelentve, hogy a dalok pulzáló húzása ellenállhatatlan, még akkor is, ha Kylie pontosan elmondja a barátjának, hogy mi fog történni, ha csak magában ül. Rob Sheffield a Rolling Stone-tól megjegyezte, hogy "Minogue-nak számtalan hipszterklubos gyereke van az aranyozott zsokéján, La Roux-tól Gagáig, de a "Get Outta My Way" megmutatja, hogy miért még mindig ő a menő". Nui Te Koha a Herald Sun-tól azt állította, hogy "a dal tele van italo-house zongora vonalakkal, amelyek el-dente  ütemekké olvadnak össze, melyben Kylie a lehetőségeken, és változásokon töpreng".  Ian Wade az Entertainment Weekly-től azt mondta, hogy a dalnak el kell pusztítania minden táncparkettet innen és az univerzum távoli pontjaitól.
Scott Kara a New Zealand Herald munkatársa azt mondta, hogy a dal valójában olyan, mint egy szódagép. Nikki, a Pop Reviews Now-tól a dalt pozitívan értékelte, és azt mondta róla, hogy "zseniális dal", mely nagyon finom, mint egy könnyű étel. Nima Banaimer a Contactmusic-tól szintén pozitív értékelést adott a dalra.

## Kereskedelmi sikerek
A "Get Outta My Way" a 86. helyen debütált az Egyesült Királyság kislemezlistáján, majd végül a 19. helyet érte el. Nyolc hétig maradt a slágerlistán. A dal Skóciában a 11., míg Írországban a 33. helyezést érte el. A "Get Outta My Way" lett Minogue első fizikai kislemeze a Breathe óta, amely nem került a legjobb tíz közé az Egyesült Királyságban, bár a The One a 33. helyen tetőzött, digitálisan jelent csak meg. A kislemez Európa szerte mérsékelt siker volt. Franciaországban a 29., Svájcban a 23., míg Németországban a 41. helyezést érte el, majd a 25. helyen végzett az európai H ot 100 kislemezlistán. A dal nagyobb siker volt Spanyolországban, ahol a 43. helyen debütált, majd a 19. helyre jutott. Itt nyolc hétig volt slágerlistás helyezett. A dal Dániában is sikert aratott, ahol újra a 16. helyre jutott, majd a 12. helyen végzett.
A dal Minogue szülőhazájában, Ausztráliában nem volt olyan sikeres. A 69.helyen debütált, és két hetet töltött a listán. Ezzel Minogue eddigi legkevésbé sikeres kislemeze lett az ARIA kislemezlistáján, és tizennyolc év után az első kislemeze, amely az 1992-es Finer Feelings óta nem került bele a legjobb ötven közé. A dal Új-Zélandon sem volt olyan sikeres, ahol a 74. helyen debütált az új-zélandi hivatalos Airplay listán, majd végül a 69. helyre sikerült jutnia. Így Minogue legalacsonyabb helyezettje lett az országban. Japánban a dal az 57. helyen végzett.
A mérsékelt siker ellenére a "Get Outta My Way" az első helyezést érte el az amerikai Hot Dance Club Songs listán, miután eredetileg a 35. helyen debütált, majd folyamatosan emelkedett a listán. Ez lett Minogue ötödik listavezető dala, és a második az Aphrodite albumról. Ezt követően Minogue két kislemeze a Better Than Today és a Higher szintén első helyezést értek el ezen a slágerlistán. 2011 márciusáig a kislemez 66.000 digitális példányban kelt el az Egyesült Államokban.

## Videoklip
A dalhoz készült klipet a londoni Pinewood Stúdióban forgatták 2010. augusztus 18-án, melyet a brit Alexand Liane rendezőcsapat rendezett, és amely Frieder Weiss élő vetítéseit tartalmazza. A klip premierje Minogue hivatalos YouTube csatornáján volt 2010. szeptember 3-án. A videó nagyobb részein Weiss vetítései láthatóak.
A videó azzal kezdődik, hogy Minogue és táncosai lassan mozognak egy dinamikus táncparketten. Mindegyiküket ragyogás veszi körül, amely valós időben követi a mozgásukat. Minogue egy sportkesztyűvel látható, amely megvilágítja az arcát és testét. A dal második versszakában fehér székekkel, arany ruhában látható. A székek beépülnek a koreográfiába. Minogue és táncosai később egy fal előtt táncolnak, amely dinamikusabb világítást sugároz. Minogue egy vízrégeten jelenik meg, majd az instrumentális szóló után Minogue a táncosok kíséretében felsétál egy fehér lépcsőn egy képzeletbeli nap felé. A videoklip ezek után a video összes korábbi jelenetének gyors keverékét mutatja, a végén visszatérve a kezdeti táncosokhoz Minogue-val.
Az Entertainment Weekly úgy nyilatkozott: "Szó szerint csak egy szuper dögös Kylie-t látunk, aki táncol, és vonaglik a padlón, mesés ruhák végtelen sorát viseli, és gyönyörű. Egyszerűen fogalmazva, ez egy olyan videó, amely egyszerűen mosolyt csal az arcodra". Az AaronAndAndy weboldal azt mondta, hogy "Kylie vadul néz ki, mint egy pénisz a történelem egyik legforróbb csuklószorítójával". Összehasonlították a videót az In Your Eyes és a Slow videóival, és azt mondták, hogy "Style Kylie visszatért". Becky Bain az Idolatortól pozitívan értékelte a dalt, majd ezt mondta: "A Get Outta My Way olyan mint egy futurisztikus elektrokabaré, és az ausztrál poplegenda teljesen hibátlanul néz ki egy interaktív táncparketten". A YouTube-on a video nem jelent meg világszerte, a szerzői jogok szerint. Később megjelent a 7th Heaven videójának remixe. 2012. január 7-én Minogue kiadott egy videoklipet a Bimbo Jones Radio változatból. A videó a VS Magazin forgatására készült. Ebben Minogue táncol és bámul a kamerába, miközben a dalra táncol. A "Get Outta My Way" videóját 2015 elején feloldották, és így világszerte elérhetővé vált, mely 13 milliós megtekintéssel büszkélkedhet.

## Élő előadások
Minogue a "Get Outta My Way" című dalt először 2010. június 5-én adta elő a New York-i Splash éjszakai klubban, ahol bemutatta albumának megamixét. 2010. július 18-án előadta a dalt az Alan Carr: Chatty Man című brit vígjátékműsorban és 2010. július 21-én az ausztrál Hey Hey It's Saturday varietéműsorban.  2010. augusztus 25-én előadta a dalt az America's Got Talent című műsorban. Két év után ez volt az első televíziós fellépése az Egyesült Államokban, hogy népszerűsítse az Aphrodite albumot. Minogue szeptember 17-én szerepelt a német televízióban az Oliver Pocher Show-ban, majd szeptember 18-án pedig előadta a dalt a Schlag den Raab műsorban. Később előadta a dalt a Paul O'Grady Live című adásban 2010. szeptember 24-én. 2010. október 23-án Minogue egy slágeregyveleg részeként elő is adta élete első mexikói fellépésén.  Később a dal elhangzott a mexikói "Decadas" című műsorban.  Az Egyesült Államokban a Dancing with The Stars és a Jay Leno műsorában hangzott el a dal október 26-án és 27-én. 2010. november 25-én előadta a dalt a New York-i Macy's Hálaadás napi felvonuláson és 2011-ben az ukrán X-Faktorban.

## Formátumok és számlista
| UK CD1 és Európai CD single 1. "Get Outta My Way" (Single Version) – 3:41 2. "Get Outta My Way" (7th Heaven Mix) – 3:36 UK CD2, Európai maxi-CD, és Ausztrál CD 1. "Get Outta My Way" (Single Version) – 3:41 2. "Get Outta My Way" (Bimbo Jones Radio Edit) – 3:35 3. "Get Outta My Way" (Sidney Samson Remix) – 5:35 4. "Get Outta My Way" (Paul Harris Vocal Remix) – 7:20 5. "Get Outta My Way" (Mat Zo Remix) – 8:31 6. "Get Outta My Way" (Enhanced Video) UK 7-inch picture disc 1. "Get Outta My Way" – 3:41 2. "Get Outta My Way" (Bimbo Jones Piano Mix Radio Edit) – 3:36 | Digitális letöltés 1 1. "Get Outta My Way" (SDP Extended Mix) – 5:43 2. "Get Outta My Way" (Daddy's Groove Magic Island Rework) – 8:04 3. "Get Outta My Way" (Mat Zo Remix) – 8:31 4. "Get Outta My Way" (Kris Menace Remix) – 6:48 5. "Get Outta My Way" (Sidney Samson Remix) – 5:35 Digitális letöltés 2 1. "Get Outta My Way" (7th Heaven Remix) – 7:55 2. "Get Outta My Way" (7th Heaven Radio Edit) – 3:36 3. "Get Outta My Way" (Paul Harris Vocal Remix) – 7:21 4. "Get Outta My Way" (Paul Harris Dub Remix) – 7:36 5. "Get Outta My Way" (BeatauCue Remix) – 5:04 Digitális letöltés 3 1. "Get Outta My Way" (Bimbo Jones Piano Mix) – 6:50 2. "Get Outta My Way" (Bimbo Jones Club Remix) – 6:52 3. "Get Outta My Way" (Bimbo Jones Piano Mix Radio Edit) – 3:30 4. "Get Outta My Way" (Bimbo Jones Club Remix Radio Edit) – 3:37 |

## Slágerlista
| Slágerlista (2010)                            | Legjobb helyezések |
| --------------------------------------------- | ------------------ |
| Ausztrália (ARIA)                             | 69                 |
| Ausztria (Ö3 Austria Top 40)                  | 61                 |
| Belgium (Ultratip Flanders)                   | 5                  |
| Belgium (Ultratip Wallonia)                   | 6                  |
| Brazil (Billboard Hot 100)                    | 16                 |
| Brazil (Billboard Hot Pop Songs)              | 1                  |
| Canada (Canadian Digital Songs)               | 67                 |
| CIS (TopHit)                                  | 76                 |
| Croatia (HRT)                                 | 4                  |
| Csehország (Rádio Top 100)                    | 50                 |
| Dánia Airplay (Tracklisten)                   | 12                 |
| Európa (European Hot 100 Singles)             | 25                 |
| Franciaország (Single Top 100)                | 29                 |
| Németország (Media Control Charts)            | 41                 |
| Global Dance Tracks (Billboard)               | 19                 |
| Írország (IRMA)                               | 33                 |
| Japán (Billboard Japan Hot 100)               | 57                 |
| Mexico Ingles Airplay (Billboard)             | 10                 |
| New Zealand Airplay (Recorded Music NZ)       | 69                 |
| Skócia (Scottish Singles Top 40)              | 11                 |
| Szlovákia (Rádio Top 100)                     | 18                 |
| Spanyolország (PROMUSICAE)                    | 11                 |
| Svájc (Schweizer Hitparade)                   | 61                 |
| Egyesült Királyság (UK Singles Chart)         | 12                 |
| Ukraine (TopHit)                              | 182                |
| US Hot Dance Club Songs (Billboard)           | 1                  |
| US Dance/Electronic Digital Songs (Billboard) | 12                 |
| US Dance/Mix Show Airplay (Billboard)         | 17                 |

| Slágerlista (2010)                  | Helyezések |
| ----------------------------------- | ---------- |
| Croatia (HRT)                       | 48         |
| US Hot Dance Club Songs (Billboard) | 28         |